# Naomi Méndez
Claudia Naomi Méndez (Clorinda, 8 de marzo de 1992) es una modelo y reina de belleza argentinoparaguaya. Fue coronada Miss Universo Paraguay 2024 y representó a Paraguay en el concurso Miss Universo 2024 en México.

## Biografía
Claudia Naomi Méndez nació el 8 de marzo de 1992 en Clorinda (Argentina). Su madre es paraguaya. A los 15 años se mudó a Paraguay para ingresar a la agencia de modelaje de la modelo paraguaya Paola Hermann. Actualmente cursa una Maestría en Administración de Empresas Globales. Anteriormente se desempeñó como directora de marketing en Emirates Hospitality en los Emiratos Árabes Unidos. En 2019 fundó Storm Cycling en Dubái, una empresa dedicada a la salud mental y física de las mujeres.

## Concursos de belleza
En 2008, fue declarada segunda finalista del concurso Miss Clorinda 2008. En 2016, representó a Argentina en el concurso Miss Eco Universe en El Cairo (Egipto).

### Miss Universo Paraguay 2024
Méndez fue coronada como Miss Universo Paraguay el 29 de mayo de 2024 por la organización Reinas del Paraguay en el Hotel Sheraton de Asunción.

### Miss Universo 2024
El 16 de noviembre de 2024, Méndez representó a Paraguay en el concurso Miss Universo 2024 en la Arena CDMX en la Ciudad de México (México), donde no clasificó.